# Rhinoptilus africanus
Il corrione dalle due fasce (Rhinoptilus africanus, Temminck 1807) è un uccello della famiglia Glareolidae.

## Sistematica
Rhinoptilus africanus ha dieci sottospecie:
- R. africanus africanus
- R. africanus bisignatus
- R. africanus erlangeri
- R. africanus gracilis
- R. africanus granti
- R. africanus hartingi
- R. africanus illustris
- R. africanus raffertyi
- R. africanus sharpei
- R. africanus traylori

## Distribuzione e habitat
Questo corrione vive in Africa dall'Eritrea a est e l'Angola a ovest, fino al Sudafrica.